# رید (مریلند)
رید (به انگلیسی: Reid) شهری در ایالت مریلند کشور ایالات متحده آمریکا است که جمعیت آن در سرشماری سال ۲۰۱۰ میلادی، ۵۴ نفر بوده‌است.